# Mani Ratnam
Mani Ratnam (także Mani Rathnam, ur. 2 czerwca 1956 w Maduraj, Tamilnadu) – indyjski i tamilski reżyser, pisarz i producent filmowy
Ma opinię jednego z najciekawszych indyjskich reżyserów filmowych. Podejmuje tematykę społeczną. Studiował w Madras University w Madrasie. Jego film Nayagan został przez Time Magazine uznany za jeden ze stu najlepszych filmów świata (2005). Filmy jego współtworzą najlepsi operatorzy i muzycy filmowi Indii (m.in. Santosh Sivan i A.R. Rahman).

## Filmografia
- Pallavi Anu Pallavi (1983)
- Unaru (1985)
- Pagal Nilavu (1985)
- Idaya Kovil (1985)
- Mouna Raagam (1986)
- Nayagan (1987)
- Agni Natchathiram (1988)
- Geethanjali (1989)
- Anjali (1990)
- Thalapathi (1991)
- Roja (1992)
- Thiruda Thiruda (1993)
- Bombaj (1995)
- Iruvar (1997)
- Dil Se – Z całego serca (1998)
- Alai Payuthey (2000)
- Całus w policzek (2002)
- Aayitha Ezhuthu (2004)
- Młodość (2004)
- Guru (2007)
- Lajjo (2008)
- Ashokavanam (2009) W PRODUKCJI
- Raavan (2009) W PRODUKCJI